# Sydney Verba
Sidney Verba (26 de mayo de 1932 - 4 de marzo de 2019) fue un politólogo, bibliotecario y administrador de bibliotecas estadounidense. Sus intereses académicos eran principalmente Estadounidense y política comparada. Fue profesor del universitario Carl H. Pforzheimer en la Universidad de Harvard y también se desempeñó en Harvard como director de la Biblioteca de la Universidad de Harvard de 1984 a 2007.
Verba se educó en el Harvard College y la Universidad de Princeton, y se desempeñó en la facultad de Princeton, Stanford University y la University of Chicago, antes de regresar a Harvard, donde pasaría el resto de su carrera. Cuando notificó su intención de retirarse en 2006, Verba observó: "Los académicos son las únicas personas en las que puedo pensar para quienes esta oración tiene sentido: 'Espero tener un tiempo libre para poder trabajar'".